# Allophylus repandifolius
Allophylus repandifolius är en kinesträdsväxtart som beskrevs av Merr. & Chun. Allophylus repandifolius ingår i släktet Allophylus och familjen kinesträdsväxter. Inga underarter finns listade i Catalogue of Life.